# Адам, Николя Доминик
Николя (Ник) Доминик Адам (люкс. Nicolas „Nic“ Dominique Adam; 18 сентября 1881, Эш-сюр-Альзетт, Люксембург — 15 февраля 1957, Эш-сюр-Альзетт, Люксембург) — люксембургский гимнаст, участник летних Олимпийских игр 1912 года (4-е место в основном командном первенстве и 5-е место в командном первенстве по произвольной системе).